# Wojciech Pomajda
Wojciech Tadeusz Pomajda (Przemyśl; 18 de Agosto de 1968 — ) é um político da Polónia. Ele foi eleito para a Sejm em 25 de Setembro de 2005 com 6622 votos em 22 no distrito de Krosno, candidato pelas listas do partido Sojusz Lewicy Demokratycznej.